# Novo Miloševo
Novo Miloševo (en serbe cyrillique : Ново Милошево ; en hongrois : Beodra) est une localité de Serbie située dans la province autonome de Voïvodine. Elle fait partie de la municipalité de Novi Bečej dans le district du Banat central. Au recensement de 2011, elle comptait 5 930 habitants.
Novo Miloševo est officiellement classé parmi les villages de Serbie.

## Nom et histoire
L'ancien village de Beodra (en serbe cyrillique : Беодра) était connu sous le nom de Beodra en hongrois et sous celui de Beudra en allemand. Il est mentionné pour la première fois en 1331. La localité a été refondée à son emplacement actuel entre 1742 et 1753 par des Serbes venus des régions de Potisje et de Pomorišje. Le domaine passe par don royal à la famille hongroise Karátsonyi de Beodra à la fin du XVIIIe siècle. Un autre village du nom de Karlovo (Карлово), Karlova en hongrois et Karlowo en allemand, fut fondé en 1751 par des Serbes de la Frontière militaire. En 1918, le nom du village fut changé en celui de Dragutinovo (Драгутиново), en l'honneur de Dragutin Ristić, colonel de l'armée serbe, dont l'unité libéra le village.
En 1946, Dragutinovo et Beodra furent réunis pour former un unique village nommé Novo Miloševo.

## Démographie

### Évolution historique de la population
| 1948  | 1953  | 1961  | 1971  | 1981  | 1991  | 2002  | 2011  |
| ----- | ----- | ----- | ----- | ----- | ----- | ----- | ----- |
| 9 536 | 9 356 | 9 276 | 8 548 | 7 805 | 7 309 | 6 763 | 5 930 |

|  |

## Tourisme

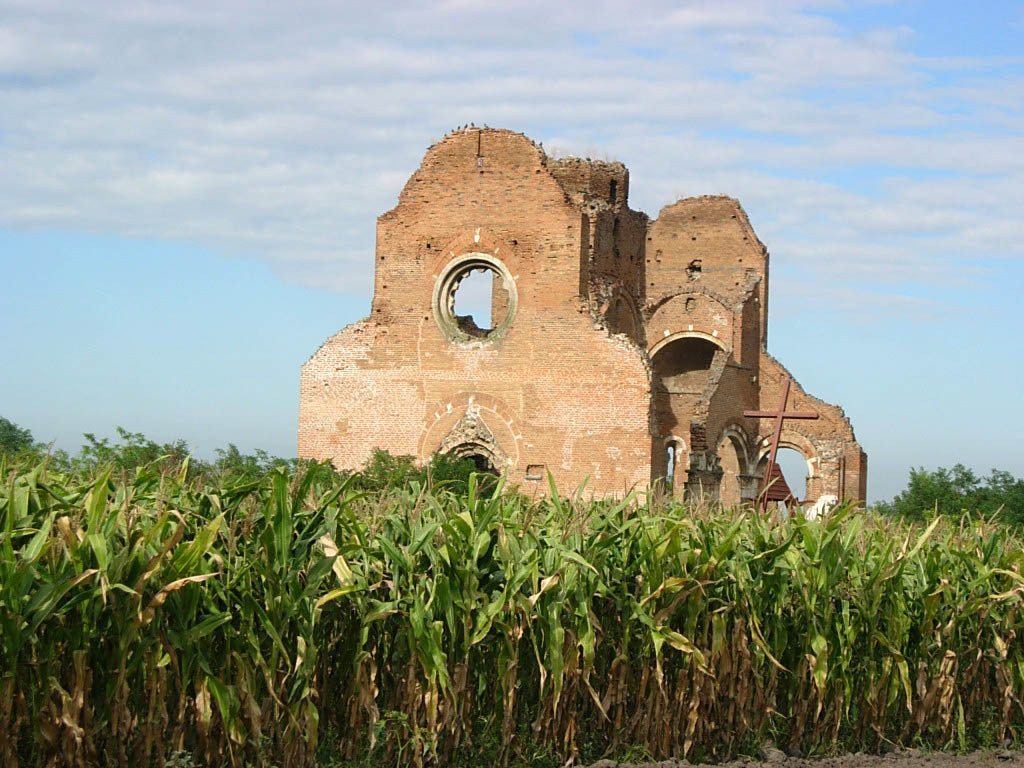
Ruines de l'église Saint-Michel-Archange d'Arača

Sur le territoire du village de Novo Miloševo se trouvent les ruines de l'église Saint-Michel-Archange d'Arača ; cette église bénédictine a sans doute été construite à la fin du XIIe siècle ou au début du XIIIe siècle et elle a été pillée et brûlée par les Ottomans en 1551 ; elle figure sur la liste des monuments culturels d'importance exceptionnelle de la république de Serbie.